# DRM (album)
Pour les articles homonymes, voir DRM.
Albums par dream
Best Hits Avex
(2004) Hands Up!
(2010)
EPs par dream
Boy Meets Girl
(2005)
Compilations par dream
7th Anniversary Best
(2007)
Lives par dream
Greatest Live Hits
(2007)
DRM est un mini-album du groupe éponyme DRM (nouveau nom de dream en 2007).

## Présentation
L’album sort le 27 juin 2007 au Japon sous le label avex trax, six mois seulement après les précédents albums du groupe en tant que dream, 7th Anniversary Best et Greatest Live Hits. Il n'atteint que la 108e place du classement Oricon, et ne reste classé que pendant une semaine. C'est alors l'album le moins vendu du groupe à l'exception du précédent album live. 
L’album sort aussi au format "CD+DVD" avec une pochette différente et un DVD en supplément contenant le clip vidéo d'un des titres et une interprétation en live. Il contient sept chansons inédites, dont Amai Dokuyaku, utilisée comme générique de fin de l'émission télévisée Good Lookin' club, pour laquelle un clip vidéo a été tourné.
Bien que premier album attribué à DRM, c'est en fait le troisième mini-album enregistré par la formation à sept membres de dream, après Natsuiro et Boy Meets Girl sortis en 2005 en tant que dream.
Il restera le seul disque physique sorti par le groupe en tant que DRM, et le dernier sorti par cette formation à sept membres ; en effet, peu après la sortie de quatre singles digitaux début 2008, l'une des deux membres originales de dream restantes, Yū Hasebe, quittera le groupe, qui reprendra alors le nom Dream (désormais avec une majuscule).

## Formation
- 1re génération de dream : Kana Tachibana, Yū Hasebe
- 2e génération de dream : Sayaka Yamamoto, Erie Abe, Aya Takamoto, Ami Nakashima, Shizuka Nishida

## Liste des titres
| CD    | CD                                        | CD                                          | CD    | CD | CD | CD | CD | CD | CD |
| No    | Titre                                     | Paroles / Musique / Arrangements            | Durée |    |    |    |    |    |    |
| ----- | ----------------------------------------- | ------------------------------------------- | ----- | -- | -- | -- | -- | -- | -- |
| 1.    | Leo (LEO)                                 | Takamichi Nakamura / Yoshiyuki Obi / Tatoo  | 4:01  |    |    |    |    |    |    |
| 2.    | Amai Dokuyaku (甘い毒薬)                  | Yusuke Toriumi / Flamingo Moriyama / Tatoo  | 4:37  |    |    |    |    |    |    |
| 3.    | Mona Lisa Overdrive (MONA LISA Overdrive) | Takamichi Nakamura / Tatoo / Tatoo          | 4:04  |    |    |    |    |    |    |
| 4.    | Why Fall In Love? (Why fall in love?)     | Yusuke Toriumi / Jun Ichikawa / Tatoo       | 4:18  |    |    |    |    |    |    |
| 5.    | Kimi no Kaeru Basho (キミの帰る場所)      | Miyako Kawahara / Tatoo / Tatoo             | 4:40  |    |    |    |    |    |    |
| 6.    | Let's Reboot                              | Goro Matsui / BULGE / BULGE                 | 4:11  |    |    |    |    |    |    |
| 7.    | Katagoshi no Fûkei ni (肩越しの風景に)    | M. Kawahara / Hirô Yamaguchi / Jin Nakamura | 4:20  |    |    |    |    |    |    |
| 30:11 |                                           |                                             |       |    |    |    |    |    |    |

| 1. | Amai Dokuyaku ~Music Clip~ (甘い毒薬 ...)                 | Clip vidéo          |  |
| 2. | Leo (-dream Live 2007 Spring- at Landmark Hall) (LEO ...) | Interprétation live |  |